# Pupu
Pour l'oiseau de la famille des upupidés, voir Huppe fasciée.
Le pupu (littéralement : groupe) est un type de groupe humain que l’on rencontre dans les îles de Polynésie, en Océanie.
C'est une forme traditionnelle de coopération, en principe spontanée et temporaire, regroupant les hommes d'une demi-douzaine de maisonnées. Les valeurs qui sous-tendent le pupu sont la solidarité, le travail, le réciprocité et l'échange. Le pupu intervient dans les aspects économiques de la société (pêche, agriculture) mais également dans le domaine religieux où il devient quasi-obligatoire, par exemple pour la construction et l'entretien de lieux de culte.
Il assure une certaine répartition des tâches et des bénéfices au sein de la société traditionnelle, et participe dès lors à la cohésion sociale de cette société. Le pupu dispose néanmoins d’une nature dynamique reposant sur l’esprit de compétition et de prestige qui anime les membres, autant de valeurs traditionnelles encore à l’œuvre dans les groupements associatifs contemporains,,.
À certaines occasions, le pupu peut prendre une dimension religieuse, car les différentes Églises chrétiennes ont largement intégré ou contrôlé les différents pupu dans le cadre paroissial. Cependant, le pupu ne peut pas être considéré comme une institution ecclésiale à proprement parler.